# Седьмой волк
Седьмой волк (7 Волк, 7 Wolf) — одна из крупнейших и наиболее известных компьютерных пиратских групп, действовавшая в России с 1998-го по 2008 год (примерно). Базировалась в Москве, занималась локализацией и нелегальным распространением компьютерных игр и другого программного обеспечения на СD, а позднее (с 2006 года) и на DVD-носителях.

## История
«Седьмой волк» был образован в 1998 году, после ухода в конце 1997 года из компании «Фаргус» Василия Драчука, менеджера склада, отвечавшего и за работу с региональными оптовиками. Об этом вспоминал в интервью работавший тогда в «Фаргусе» Пётр Гланц: 
«Седьмой волк» вообще основал человек, который заведовал в «Фаргусе» складом. Он просто уволился и сделал то же самое — тогда это было несложно.
Да, мы были первыми локализаторами в России, но еще мы вынуждены были конкурировать с Васей из «7-го волка». Вася — это наш бывший заведующий складом. Однажды ему не доплатили, он обиделся и основал собственную контору. 
Компания быстро стала одним из главных конкурентов «Фаргуса» на пиратском рынке и стремилась максимально быстро выпустить свои диски на рынок раньше конкурентов зачастую в ущерб качеству локализации. По воспоминания Гланца это сильно изменило весь пиратский рынок: 
Дело в том, что после того, как «7 Волк» отпочковался от «Фаргуса», на рынке возникла большая конкуренция. По сути, выигрывал тот, кто первым выбросит тираж на рынок, при этом качество конечного продукта было не сказать чтобы важно. Раньше же не выходило столько игр, сколько сейчас. Люди ждали совершенно определённые релизы, ходили чуть ли не каждый день в эти палатки, спрашивали: «А есть у вас? Появилась? А вышла?» Отсюда и схема, что выигрывает тот, кто первым выкинет пачку дисков, пусть даже с кривым-косым переводом. Даже такой тираж разлетался моментально.

При локализации игр «Седьмой волк» активно сотрудничал с независимыми группами компьютерных переводчиков, такими как: «Альфа и омега», «Группа 29», «Огненная лиса», «GSC Game World», «PC Boheme» и многими другими.
С декабря 2001 года по январь 2006 года структурами аффилированными с «7 Волком» выпускалась игровая компьютерная газета «DISKm@n», до 2004 года распространявшаяся бесплатно в магазинах компьютерных игр.

## Проблемы с законом
В начале 2000-х годов компания попала в поле активного интереса правоохранительных органов и антипиратских организаций. В сообщениях ряда СМИ, ссылавшихся на данные МВД, утверждалось что «Седьмой волк» действует под прикрытием легального компьютерного издательства «Медиа-Сервис 2000»:
Российский рынок контрафактного ПО контролируют несколько группировок. По информации Ъ, полученной в МВД, одна из самых крупных пиратских групп, известная под зонтичным брендом «Седьмой волк мультимедиа», принадлежит Василию Драчуку. Легальная часть группы — компания «Медиа-Сервис 2000» — занимается локализацией и изданием лицензионных продуктов, в том числе игр и обучающих программ. В этом году компания совместно с фирмой «Новый диск» получила исключительные права на издание и распространение на территории России и стран СНГ популярной у детей игрушки по мотивам «Телепузиков» (правообладатель — BBC Worldwide Ltd.)
Пикантность мероприятию, проводимому «Медиа-Сервис-2000», придаёт то обстоятельство, что и пресса, и участники рынка связывают воедино эту компанию и организацию «Седьмой волк». Последняя, по оценкам специалистов, является самым крупным компьютерным пиратом в стране. Действительно ли компания связана с пиратами? Свидетельства в пользу такого предположения лишь косвенные. Использование сайта www.7wolf.ru в качестве рекламной площадки — не криминал. То, что некто Василий Драчук, официально не имеющий отношения ни к «Медиа-Сервис-2000», ни к «Седьмому волку» — а кто, интересно, может иметь официальное отношение к подпольной структуре? — присутствовал (по словам Давида Гвасалии, который хорошо знает г-на Драчука) на конференции, тоже ни о чем не говорит.
В опубликованной 17 октября 2003 года в газете «Ведомости» статье «Битва за Counter-Strike» утверждалось со ссылкой на пресс-релиз компании Microsoft:
Драчук давно работает на московском мультимедийном рынке. Один раз он оказался вовлечённым в скандал, касавшийся авторских прав. Согласно пресс-релизу московского представительства Microsoft, 3 декабря 2001 г. Замоскворецкий межмуниципальный суд признал Драчука, одного из руководителей компании «Клинг-Сервис», виновным в нарушении авторских прав корпорации Microsoft и приговорил его к штрафу. «Проверки в торговых точках, принадлежащих „Клинг-Сервис“ и торгующих контрафактными дисками с программами Microsoft, проводились сотрудниками милиции в 2000 г. , — говорится в пресс-релизе Microsoft. — Результаты одной из проверок легли в основу уголовного дела в отношении Василия Драчука»
Несмотря на такое внимание СМИ и правоохранительных органов «Седьмой волк» продолжал свою пиратскую деятельность вплоть до 2008 года, когда из-за распространения широкополосного доступа в интернет и торрент-трекеров, произошёл коллапс пиратского рынка на физических носителях. По данным портала Old-games.ru последние появившиеся пиратские издания на CD носителях с логотипом «Седьмого волка» относятся к 2007 году, а DVD-издания к 2008 году. Сайт 7wolf.ru перестал работать в 2011 году.

## Дальнейшая деятельность Драчука
В Переславле Драчуку принадлежат бывший кинотеатр «Восток», ресторан «Золотое кольцо», туристический центр и несколько кафе.